# Columbina squammata
La tortolita escamosa, tortolita escamada, palomita escamada, palomita maraquita, palomita escamosa o torcacita escamada (Columbina squammata) es un ave perteneciente a la familia Columbidae. Se encuentra en Argentina, Bolivia, Brasil, Colombia, Guayana Francesa, Paraguay, Trinidad y Tobago y Venezuela; sus hábitats naturales son las tierras áridas y húmedas —tropicales o subtropicales—, las llanuras y los bosques altamente degradados.
En el Oriente de Venezuela es llamada coloquialmente potoco.
Suele emitir un sonido muy característico.

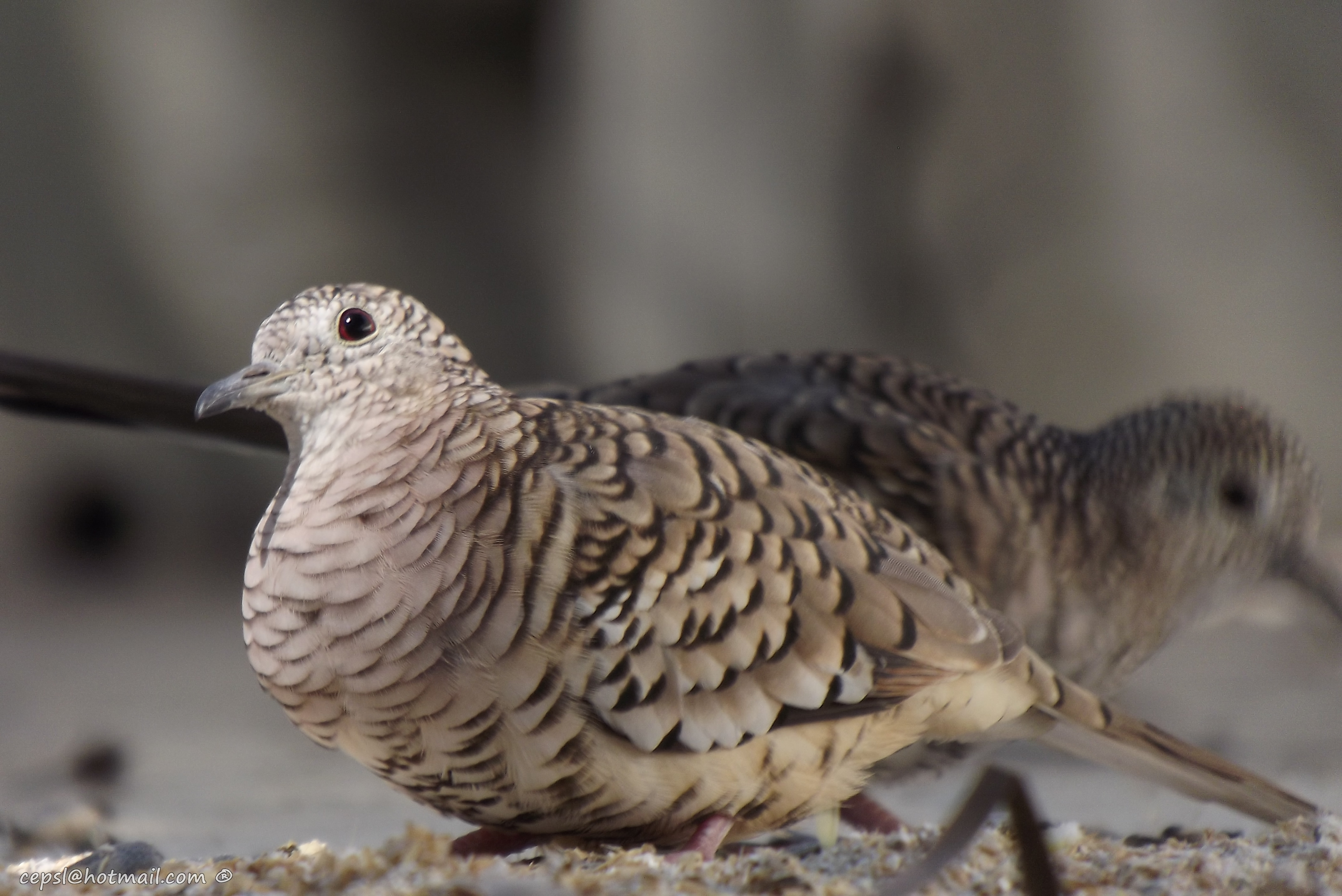
Pareja de Columbina squammata